# تشارلز بلاكمان
تشارلز بلاكمان (بالإنجليزية: Charles Blackman)‏ هو رسام وفنان أسترالي، ولد في 12 أغسطس 1928 في سيدني في أستراليا، وتوفي بنفس المكان في 20 أغسطس 2018 بسبب مرض آلزهايمر.

## وصلات خارجية
- تشارلز بلاكمان على موقع IMDb (الإنجليزية)
- تشارلز بلاكمان على موقع قاعدة بيانات الفيلم (الإنجليزية)